# Patrice Bourdelais
Patrice Bourdelais, né en 1949, est un démographe et historien français.

## Biographie
Directeur des sciences humaines et sociales au Centre national de la recherche scientifique (CNRS) entre 2010 et 2018, Patrice Bourdelais y développe l’internationalisation de ces disciplines ainsi que leur présence dans tous les grands programmes pluri et interdisciplinaires.
Démographe et historien, il s'intéresse à la manière dont les grandes évolutions s’expriment dans et par la population. Il a commencé sa carrière en montrant, à partir de l’exemple de la population du Vexin, que l’espacement des naissances au XVIIIe siècle a eu un effet favorable sur la baisse de la mortalité infantile. Il a ensuite focalisé ses recherches sur la population du XIXe, en particulier sur les dynamiques de la croissance des villes de l’industrie et la surmortalité qu’elle a pu entraîner, cela dans le cadre d’une approche comparée entre plusieurs pays européens, dans une orientation evidence based research.
Les progrès de l’informatique aidant, il s’agissait alors de passer à des analyses longitudinales des itinéraires individuels en croisant de très nombreuses variables gérées dans des bases de données. Il a aussi écrit une histoire des épidémies de choléra en France, en reconstituant leur diffusion mensuelle à partir de statistiques de mortalité, en traquant leurs logiques épidémiologiques (montrant que les contacts d’homme à homme sont au moins aussi importants que la transmission par l’eau contaminée) et en analysant les dispositifs de contrôle et de soins mis en place, les réactions de la population ainsi que les effets de ces épidémies sur les politiques de salubrité publique.
Il revient à ces questions de l’histoire des épidémies et de la santé publique dans la deuxième partie des années 1990 après avoir consacré plusieurs années à une réflexion sur la notion de vieillissement de la population. Dans L’Age de la vieillesse, il reconstitue l’émergence des catégories d’âge qui permettent de penser la notion de vieillissement de la population, le contexte démographique dans lequel cette notion émerge ainsi que ses conséquences sur les plans sociaux et culturels. Il montre aussi qu’elle suppose une fixité du seuil d’âge de la vieillesse qui n’a plus de sens à partir du moment où les progrès des conditions de vie et de travail puis les effets de la médecine conduisent à une amélioration spectaculaire de l’état de santé des sexagénaires, puis des septuagénaires, des octogénaires… faisant voler en éclats l’illusion de l’immuabilité de l’âge de la vieillesse. Si l’on adopte un seuil d’âge glissant fondé sur le niveau de mortalité et l’état de santé, il n’est même pas évident que l’on ait assisté à un véritable vieillissement de la population depuis un siècle. Constat que certains relient à la question du choix de l’âge réglementaire de la retraite.
Lorsqu’il reprend ses dossiers sur les épidémies et les politiques de santé publique, Patrice Bourdelais travaille avec ses collègues anthropologues et sociologues de l’École des hautes études en sciences sociales (EHESS), où il a été élu en 1994, après un début de carrière en lycée, à l’université puis au CNRS. Il dirige alors avec Didier Fassin, un ouvrage issu d’un séminaire de plusieurs années sur l’Intolérable. Puis un autre centré sur les dispositifs, les progrès médicaux, les acculturations successives des élites et de l’ensemble de la population qui expliquent que, contrairement aux pays pauvres, les pays développés ont réussi à contrôler les grandes épidémies. Ces travaux l’ont conduit à une attention renouvelée aux différents mouvements hygiénistes, en Europe et hors d’Europe, ainsi qu’aux pratiques de santé qui ont une importance décisive dans l’évolution des maladies. Il a mis en évidence la pluralité des facteurs qui permettent de lutter contre les maladies et rejeté l’idée d’un magic bullet qui pourrait garantir un haut niveau de santé publique.
L’internationalisation de ses recherches le conduit à participer puis à coordonner des réseaux européens dont un master et un doctorat Erasmus Plus Dynamics of Health and Welfare. Tout au long de sa carrière, il a participé à la vie collective des laboratoires et de la recherche, en co-dirigeant le Centre de recherches historiques (UMR EHESS-CNRS), en tant que rédacteur en chef des Annales de démographie historique, membre de nombreux comités éditoriaux de revues à l’étranger, et de nombreux conseils scientifiques.

## Publications
- Visages du choléra, Paris, Belin, 1987, 168 p. (en coll avec A. Dodin).
- Une peur bleue, Histoire du choléra en France, Paris, Payot, 1987, 310 p. (en coll. avec J.-Y. Raulot).  (ISBN 2-228-55100-7)
- Peurs et Terreurs face à la contagion, Paris, Fayard, 1988, 442 p. (en co-direction).
- L'âge de la vieillesse, histoire du vieillissement de la population, Paris, Odile Jacob, 1993, 441p. (Nouvelle édition coll. « poche » Opus, 1997, 503 p.). (ISBN 2-7381-0507-6)
- La France n’est-elle pas douée pour l’industrie ?, en co-direction avec Louis Bergeron, Paris, Belin, 1998, 415 p.
- La poblacion en Francia. Siglo XVIII-XX, Mexico, Instituto Mora, Cuadernos Sequencia, septembre 1999, 177 p.
- De l’usage des seuils. Structures par âge et âges de la vie, en coll avec A. Bideau et Jacques Légaré, Société de démographie historique, 2000, 317 p.
- Les hygiénistes, enjeux, modèles et pratiques (XVIIIe – XXe siècles), sous la direction de Patrice Bourdelais, Belin, 2001, 544 p.  (ISBN 2-7011-2955-9)
- Les épidémies terrassées. Une histoire de pays riches, Editions de La Martinière, 2003, 249 pages. (traduction : Epidemics laid low. A history of what happened in rich countries, The Johns Hopkins University Press, Baltimore, 2006 (translated by Bart K. Holland), 176 p.  (ISBN 2-84675-037-8)
- Les nouvelles pratiques de santé, objets, acteurs, pratiques sociales, Belin, 2005, sous la direction de Patrice Bourdelais et Olivier Faure, 383 p. (ISBN 2-7011-3864-7)
- Les constructions de l’intolérable, La Découverte, 2005, sous la direction de Didier Fassin et Patrice Bourdelais, 230 p.  (ISBN 2-7071-4510-6)
- Dynamics of Health and Welfare : texts and contexts, Ed. Colibri, Lisbonne, 2007, 256 p. (avec Laurinda Abreu, Teresa Ortiz-Gomez, Guillermo Palacios).
- The price of Life.Welfare Systems, Social Nets and Economic Growth, CIDEHUS, Lisbon, 2008, 256 p. (co-direction avec Laurinda Abreu).
- Vulnerability, Social Inequality and Health, en co-direction avec John Chircop, éditions Colibri CIDEHUS-UE. Phoenix TN, Lisboa Mars 2010 ; 172 p.

## Distinctions
- Chevalier de la Légion d'honneur le 14 avril 2017[14]